# Eld ombord
Eld ombord är en svensk stumfilm från 1923 i regi av Victor Sjöström.

## Om filmen
Filmen premiärvisades 5 februari 1923 på biograf Röda Kvarn i Stockholm. Filmen spelades in av J. Julius i Filmstaden Råsunda med exteriörer ombord på skonerten Jersö i Öregrund. Sprängningen ombord på skonerten i samband med inspelningen blev mer effektfull än avsett och fartyget gick till botten på riktigt. Filmen kom att bli Sjöströms sista svenska stumfilm.

## Rollista i urval
- Jenny Hasselquist – Ann-Britt Steen
- Matheson Lang – Jan Steen
- Victor Sjöström – Dick
- Ida Gawell-Blumenthal – Ann-Britts mor
- Thecla Åhlander – Dicks mor
- Julia Cederblad – Eulalia, Dicks kusin
- Josua Bengtson – J.B. Roff, skeppsmäkare
- Maria di Zazzo – Lill-Britt, Jans och Ann-Britts dotter
- Nils Lundell – detektiv
- Arthur Natorp – kock på skonerten Framtiden
- Kurt Welin – fet lättmatros
- Erik Stocklassa – besättningsman
- Bror Berger – besättningsman
- Gustaf Salzenstein – besättningsman
- Sven Quick – besättningsman